# Symulakr
Symulakr, symulakrum (łac. simulacrum „podobieństwo, pozór”; l.mn. simulacra) – reprezentacja lub imitacja osoby lub rzeczy. Pozoruje lub tworzy własną rzeczywistość (hiperrzeczywistość). Słowo to zostało po raz pierwszy zapisane w języku angielskim pod koniec XVI wieku i było używane do opisania przedstawienia wizerunku, takiego jak posąg lub obraz, często bóg. Pod koniec XIX wieku termin zaczął być kojarzony z niższością, jako obraz pozbawiony istoty lub cech oryginału. Symulakry wykorzystywane są w celach religijnych, magicznych, naukowych, praktycznych, rozrywkowych, wszędzie tam, gdzie korzystamy z wyobrażenia obiektu, do którego się odwołujemy. Niekiedy są wyposażone w atrybuty, stwarzające złudzenie życia, na przykład zdolności motoryczne, wydawanie dźwięków.

## Filozofia
Pojęcia zbliżone do symulakrum od dawna interesują filozofów. Platon w dialogu „Sofista” mówił o dwóch sposobach tworzenia obrazów. Pierwszy z nich, to wierna reprodukcja, próba dokładnego odwzorowania oryginału. Drugi polega na celowym zniekształceniu, aby kopia wydawała się widzom poprawna. Platon podaje przykład greckiego posągu, który został wykonany jako większy na górze niż na dole, aby widzowie na ziemi widzieli go poprawnie. Gdyby mogli zobaczyć to w skali, zdaliby sobie sprawę, że jest zdeformowany. Ten przykład ze sztuk wizualnych służy jako metafora odnosząca się do sposobu uprawiania filozofii i tendencji niektórych filozofów do zniekształcania prawdy tak, aby wydawała się dokładnym odzwierciedleniem rzeczywistości, jeśli przyjmiemy określoną perspektywę. 
Nietzsche odnosi się do pojęcia symulakrum (ale nie używa tego terminu) w Zmierzchu bożków, sugerując, że większość filozofów, ignorując wiarygodny wkład swoich zmysłów i odwołując się do konstrukcji języka i rozumu, dochodzi do zniekształconej kopii rzeczywistości. 

Sam termin filozoficzny spopularyzowany został przez Jeana Baudrillarda w książce „Symulakry i symulacja” z 1981 roku. Odnosi się do kluczowej dla francuskiego filozofa i socjologa koncepcji ewolucji znaków, tzw. teorii symulacji. Według autora wraz z rozwojem systemów znakowych granica między światem rzeczywistym a jego przedstawieniami stopniowo zacierała się, prowadząc do wzrastającego uniezależnienia znaku. Poszczególne fazy emancypacyjne tego procesu nazywa precesją symulakrów. Główną tendencją towarzyszącą symulacji jest odejście od referencyjnego charakteru znaku, zamiast skrywać za sobą rzeczywistość, skrywają, że rzeczywistość nie istnieje. Symulakrum nie jest kopią rzeczywistości, ale staje się samo w sobie hiperrealistyczną prawdą:
„Chodzi o podstawienie w miejsce rzeczywistości znaków rzeczywistości, to znaczy o operację, gdzie zamiast realnego procesu na pierwszy plan wysuwa się jego operacyjny sobowtór, homeostatyczna maszyna znakotwórcza, bezgrzeszna, programowalna, która oferuje wszystkie znaki rzeczywistości i  w krótkim zwarciu wszystkie jej perypetie”. 
Według Baudrillarda to, co kopiuje symulakrum albo nie miało oryginału, albo już go nie ma, ponieważ symulakrum oznacza coś, czym nie jest, i tym samym uniemożliwia zlokalizowanie oryginału.  Tam, gdzie Platon widział dwa typy reprezentacji – wierne i celowo zniekształcone, Baudrillard widzi cztery: (1) odbicie głębszej rzeczywistości; (2) wypaczenie i wynaturzenie rzeczywistości; (3) udawanie rzeczywistości (przesłanianie braku modelu rzeczywistości); oraz (4) symulakrum, które nie ma związku z jakąkolwiek rzeczywistością, jest swoim własnym symulakrum. 
W koncepcji Baudrillarda, podobnie jak u Nietzschego, symulakry są postrzegane jako negatywne, ale już współczesny filozof, Gilles Deleuze, ma inny pogląd, traktując symulakry jako „drogę, na której zaakceptowany ideał lub „uprzywilejowana pozycja” może zostać zakwestionowana i obalona”. Symulakry są tu traktowane jako sposób na zmianę zastanych norm i wzorców. Deleuze definiuje symulakry jako „te systemy, w których różne odnosi się do różnych poprzez samą różnicę. Istotne jest to, że nie znajdujemy w tych systemach żadnej wcześniejszej tożsamości, żadnego wewnętrznego podobieństwa”.  
Alain Badiou, nawiązując do nazizmu w kontekście zła, pisze: „wierność symulakrum, w przeciwieństwie do wierności wydarzeniu, reguluje jego zerwanie z sytuacją nie przez uniwersalność pustki, lecz przez zamkniętą osobliwość zbioru abstrakcyjnego... („Niemcy” lub „Aryjczycy”)”. Wierność symulakrum, a więc pewnej fikcji, pozwala odwoływać się do abstrakcyjnych ram, zamiast zakotwiczyć się w rzeczywistości.
Wprowadzenie pojęcia symulakrum jako kategorii filozoficznej wywarło istotny wpływ na późną refleksję postmodernistyczną, filozofię kultury i socjologię, stając się praktycznym narzędziem analizy zjawisk kultury masowej. Specyficzny język, którego używał Baudrillard, a także wielość kontekstów i punktów odniesienia, w których nim operuje, utrudnia jednak precyzyjne wykreślenie sfery czy zakresu, do którego ogranicza się możliwość jego stosowania. Sam Baudrillard mianem symulakrum określał m.in. figurę, czy raczej recepcję figury Boga, instytucję Disneylandu, zjawisko społecznego funkcjonowania fotografii, a także rozmaite aspekty popkultury.

## Przykłady

### Karykatura
Przykładem symulakrum może być karykatura. Kiedy artysta tworzy rysunek liniowy, który jest bardzo zbliżony do rysów twarzy prawdziwej osoby, obiekt szkicu nie może być łatwo zidentyfikowany przez przypadkowego obserwatora. Jednak karykaturzysta wyolbrzymia widoczne rysy twarzy, a widz wychwyci te cechy i będzie w stanie zidentyfikować podmiot, nawet jeśli karykatura jest nieznacznie podobna do podmiotu, ale tylko jeśli ma porównanie modela z rysunkiem. Rysunek jest tutaj symulakrum żyjącej osoby. Nie jest jej dokładną dwuwymiarową repliką, ale odsyła nas do źródła, czyli właśnie fizycznego wizerunku konkretnej osoby.

### Rekreacja
Kolejną grupą przykładów są symulakry rekreacyjne. Obejmują rekonstrukcje wydarzeń historycznych lub repliki zabytków (takich jak Colonial Williamsburg i Wieża Eiffla) oraz konstrukcje fikcyjnych lub kulturowych idei (takich jak Fantasyland w The Walt Disney Company Magic Kingdom). Poszczególne parki Disneya przez niektórych filozofów były uważane za ostateczne symulakrum rekreacyjne, a Baudrillard zauważył, że Walt Disney World Resort jest kopią kopii, „symulakrum drugiej potęgi”. W 1975 roku włoski pisarz i filozof Umberto Eco przekonywał, że w parkach Disneya „nie tylko cieszymy się doskonałą imitacją, ale cieszymy się również przekonaniem, że imitacja osiągnęła swój szczyt, a potem rzeczywistość zawsze będzie od niej gorsza”. Badając wpływ symulakrów parków narodowych – Disney Wilderness Lodge, ekolożka Jennifer Cypher i antropolog Eric Higgs, wyrazili obawy, że „granica między sztucznością a rzeczywistością stanie się tak cienka, że sztuczność stanie się centrum wartości moralnej”. Eco odnosi się również do komentarza na temat oglądania sportu jako sportu do potęgi trzeciej lub sportu sześciennego. Najpierw są zawodnicy, którzy uczestniczą w sporcie (realnym), potem widzowie tylko go obserwują, a na końcu jest komentarz do aktu bycia świadkiem sportu.  

## Ikonografia
Robert Beer używa terminu „symulakrum” do określenia formowania się znaku lub obrazu ikonograficznego, czy to ikonicznego, czy anikonicznego (brak materialnej reprezentacji świata naturalnego lub nadprzyrodzonego), w krajobrazie lub w szerszym obszarze sztuki thanka i ikonografii buddyjskiej tantrycznej. Na przykład ikonograficzne przedstawienie formacji chmur, które chronią bóstwo w thance lub zasłaniają patronat świętej góry w środowisku naturalnym, mogą być postrzegane jako symulakrum „pomyślnego baldachimu” (sanskryt: Chhatra) Asztamangali.